# محمد بن أحمد العقيلي
محمد بن أحمد العقيلي الهاشمي (1336هـ - 1423هـ/ 1916-2003) شاعر ومؤرخ سعودي، من رواد الأدب الحديث في منطقة جازان، أسس نادي جازان الأدبي مع صديقه محمد علي السنوسي، وهو أول رئيس للنادي، وألّفا معاً كتاب (شعراء الجنوب) والذي يُعد أول أثر أدبي حديث في جازان، ونُشرت قصيدته (بطولة ديجور) في صحيفة لو موند مترجمةً إلى اللغة الفرنسية.
عمل مديرًا لمالية جازان عام 1937، ومديرًا لدار الأيتام بجازان عام 1958، ومديرًا لمكتب العمل، وكان عضوًا للمجلس البلدي والإداري في جازان، وكان شاعرًا رومانسيًا، أصدر 3 دواوين منها (الأنغام المضيئة) عام 1971، و(رأد الضحى) عام 1981، كما كان شغوفاً بالريف ومولعاً بتهامة عمومًا وبجازان خصوصًا، وهذا ما ظهر جليًا على مؤلفاته التاريخية والجغرافية عن المنطقة، فقد كان ضمن الباحثين السعوديين الذين عملوا على المعجم الجغرافي للمملكة العربية السعودية، وأنجز منه (المعجم الجغرافي للبلاد العربية السعودية: مقاطعة جازان)، وكان هذا سببًا لتشبيهه بالعالم أبو محمد الهمداني.
من أبرز مؤلفاته في التاريخ (تاريخ المخلاف السليماني) الذي أصدره في 3 أجزاء طبعت كاملة عام 1982، وقد ألَفها العقيلي وهو لم يتجاوز الثامنة عشر، وله عدد من الدراسات والتحقيقات الأدبية واللغوية، وحصل على ميدالية الريادة الذهبية وكُرّم مع الرواد السعوديين ضمن مؤتمر الأدباء السعوديين الأول عام 1974، وفي عام 2002 نُقل بأمرٍ ملكي من مستشفى الملك فهد بجازان إلى مستشفى الملك فيصل التخصصي بجدة، رغبةً في علاجه ولكنه توفي هناك يوم 2 يناير 2003.

## مولده ونشأته
ولد العقيلي في صبياء التابعة لمنطقة جازان جنوب المملكة العربية السعودية عام 1336 هـ الموافق 1916، ودرس على يد المدرس محمد خميس باجبير في صبياء، ثم قرأ على يد والده مبادئ الفقه والنحو، ثم درس على يد الشيخ أحمد الأهدل بصبياء أيضا، ثم درس في حلقة الشيخ عقيل بن أحمد بجازان.

## حياته العملية
عمل العقيلي في وزارة المالية فرع جازان عام 1356 هـ وتنقل في إداراتها المختلفة حتى وصل إلى مرتبة مدير قسم الإيرادات عام 1369 هـ، وفي عام 1377 هـ اختير العقيلي للعمل بدار الأيتام بجازان، ثم التحق بمكتب العمل للعمل به، اختير العقيلي أيضا عضو بالمجلس البلدي والمجلس الإداري بجازان، وفي عام 1395 هـ أسس العقيلي نادي جازان الأدبي واستمر رئيساً له حتى عام 1400 هـ ، وقد منح العقيلي في مؤتمر الأدباء السعوديين الأول في مكة المكرمة عام 1394 هـ الموافق 1974 ميدالية الريادة الذهبية للرواد السعوديين، وقد أهدى مكتبته الخاصة لجامعة الملك سعود بالرياض عام 1408 هـ 1987.

## مؤلفاته
للعقيلي الكثير من المؤلفات من كتب الأدب والشعر والتحقيق ما يتجاوز الثلاثين كتابا منها:
- ديوان شعري بعنوان الأنغام المضيئة عام 1392 هـ.
- ديوان شعري بعنوان أفاويق الغمام عام 1402 هـ.
- ديوانين السلطانين دراسة وتحليل وتحقيق عام 1374 هـ.
- الشاعر الجيزاني ابن هتيمل دراسة وتحليل وتحقيق عام 1380 هـ.
- الشاعر الجيزاني ابن شاجر دراسة وتحليل وتحقيق عام 1385هـ.
- نفح العود في سيرة دولة الشريف حمود العبد الرحمن بن أحمد البهكلي.
- الحسن بن أحمد بن عاكس تحقيق ودراسة عام 1402هـ.
- المخلاف السليماني في التاريخ السياسي والاجتماعي ثلاثة أجزاء عام 1378 هـ.
- التصوف في تهامة دراسات عام 1389هـ.
- المعجم الجغرافي عن منطقة جازان عام 1389 هـ.
- الأدب الشعبي في الجنوب دراسات ونصوص عام 1389 هـ.
- الآثار التاريخية في منطقة جازان عام 1399 هـ.
- أضواء على الأدب والأدباء في منطقة جازان عام 1400هـ.
- معجم اللهجات المحلية دراسات لغوية مقارنة عام 1403 هـ.
- سوق عكاظ في التاريخ عام 1404 هـ.
- الشيخ محمد بن عبد الوهاب حياته العلمية والعملية عام 1404 هـ.

## وفاته
بدأت معاناة العقيلي مع المرض قبل شهر من وفاته، حيث أدخل مستشفى الملك فهد في جازان، وتم تشخيص مرضه على أنه جلطة وبعد أن بدأت صحته تتدهور صدر أمر من الديوان الملكي بأن تقوم طائرة إخلاء طبي بنقله إلى المستشفى التخصصي بجدة، وتبين بعد الفحوصات الطبية أن العارض لم يكن جلطة وإنما آلام شديدة في الصدر مع متاعب في المسالك البولية، ثم بدأت المتاعب الصحية تتزايد عليه، حتى توفي في مستشفى الملك فيصل التخصصي بجدة عام 1423 هـ الموافق 2002 عن عمر يناهز 86 عام.